# Essedarius
El essedarius (en plural essedarii) era un tipo de gladiador que combatía en los anfiteatros en la época romana. El nombre proviene de esseda, un carro de guerra celta de dos ruedas que fue utilizado por los britanos, los galos y los belgas.
La primera mención a los essedarii está en la Guerra de las Galias de César; los essedarii (tropas entrenadas para luchar en carros) fueron más de cuatro mil hombres guiados por el jefe britano Casivelono.
Luego, aparecen como un tipo de gladiador en la época de Claudio, después de la conquista de Britania. Hay informes de actuaciones de essedarii durante los espectáculos de gladiadores, durante los cuales fueron utilizados precisamente britanos capturados, donde su rendimiento encontró el favor del público.
La identificación de esta clase de gladiadores y el desenvolvimiento en sus combates no son conocidos, dada la falta de imágenes que representen batallas con carros, ni siquiera se sabe si el carro, durante los juegos de gladiadores, era conducido por el mismo essedarius, o del mismo modo como lo conducían los britanos, por un auriga. En todo caso, Suetonio describe el enojo de Calígula al tropezar y caer, distraído por los aplausos de la multitud cuando un esedario exitoso liberó al esclavo conductor. Es probable que su función fuera principalmente escénica y, después de una espectacular entrada en la arena, sus peleas se llevaran a cabo a pie.
Su identificación fue posible a partir de una imagen de un essedarius sin el carro, retratado en una estela funeraria. Este tipo de gladiador es frecuentemente mencionado en las inscripciones y menos en la literatura. En el Satiricón de Petronio, uno lucha con el acompañamiento de un órgano de agua. Séneca comenta sobre la dificultad de distinguir un esedario desmontado; esto se toma como indicativo de que su lucha desde carros era su característica singular. Como cualquier otro gladiador, un esedario exitoso podía comprar su libertad o hacer que se la compraran. Berilo de Nemausus, en la Galia, fue liberado después de su vigésimo combate, con dinero de su esposa (CIL 12.3323); probablemente una liberta.
El essedarius promedio estaba armado con una espada corta y probablemente equipados con lanzas. Para la protección llevaba un casco, un escudo ovalado mediano-grande, probablemente un protector de brazo, la manica lorica, subligaculum o bracas (pantalones) y vendas de cuero reforzando las extremidades en ambas piernas.
El essedarius casi siempre luchó contra otro essedarius y, en casos raros, contra reciarios. Se cree que comenzaban a luchar en carro, y luego continuaban la batalla a pie. También se supone que, con el tiempo, el carro fue abandonado y el combate entre essedarii se realizaba solamente a pie.